# 1141
| Calendário gregoriano                                                        | 1141 MCXLI                                             |
| Ab urbe condita                                                              | 1894                                                   |
| Calendário arménio                                                           | 590 – 591                                              |
| Calendário bahá'í                                                            | -703 – -702                                            |
| Calendário budista                                                           | 1685                                                   |
| Calendário chinês                                                            | 3837 – 3838 Início a 10 de fevereiro (aproximadamente) |
| Calendário copta                                                             | 857 – 858                                              |
| Calendário etíope                                                            | 1133 – 1134                                            |
| Calendários hindus - Vikram Samvat - Calendário nacional indiano - Cáli Iuga | 1196 – 1197 1062 – 1063 4241 – 4242                    |
| Calendário Holoceno                                                          | 11141                                                  |
| Calendário islâmico                                                          | 535 – 536                                              |
| Calendário judaico                                                           | 4901 – 4902                                            |
| Calendário persa                                                             | 519 – 520                                              |
| Calendário rúnico                                                            | 1391                                                   |
| Calendário solar tailandês                                                   | 1684                                                   |

1141 (MCXLI, na numeração romana) foi um ano comum do século XII do Calendário Juliano, da Era de Cristo, e a sua letra dominical foi E (52 semanas), teve início a uma quarta-feira, terminou também a uma quarta-feira.
No reino de Portugal estava em vigor a Era de César que já contava 1179 anos.
| Ano completo                        |
| ----------------------------------- |
| Ano comum com início à quarta-feira |

## Eventos
- Nova invasão de Toronho por D. Afonso Henriques, que não desiste de se apoderar de territórios situados na fronteira galega. Afonso VII de Leão e Castela dirige-se com o seu exército para a Galiza, acabando por entrar em confronto com D. Afonso Henriques perto dos Arcos de Valdevez.

## Nascimentos
- Nizami, poeta persa (m. 1209)[1]

## Mortes
- 11 de fevereiro - Hugo de São Vitor, filósofo e teólogo da Idade Média (n. 1096).
- 13 de fevereiro - Bela II da Hungria, chamado "o Cego", (Béla ou Vak Béla, em húngaro) n. 1110, foi rei da Hungria de 1131 até a sua morte.
- 13 de Abril - Engelberto II de Sponheim, conde de Sponheim e marquês da Ístria e Carniola.
- 10 de Junho - Ricarda de Northeim, imperatriz consorte de Lotário II.
- Lourenço Gonçalves de Abreu n. 1100, foi alcaide-mor de Lapela.